# Family Affair
Family Affair — пісня гурту Sly and the Family Stone, випущена 1971 року. Вийшла в альбомі There's a Riot Goin' On, а також як сингл.
Ця пісня потрапила до списку 500 найкращих пісень усіх часів за версією журналу Rolling Stone. У Billboard Hot 100 вона досягала першої сходинки.

## Учасники запису
- Вокал — Слай Стоун і Роуз Стоун
- бас-гітара і драм-машина — Слай Стоун
- родес-піано — Біллі Престон
- гітара — Боббі Вомак
- слова — Слай Стоун

фрагмент пісніⓘ